# 타레크 살만
타레크 살만 술레이만 오데흐(아랍어: طارق سلمان سليمان عودة, Tarek Salman Suleiman Odeh, 1997년 12월 5일 ~ )는 카타르의 축구 선수로, 현재 카타르 스타스 리그의 알사드 SC와 카타르 축구 국가대표팀에서 미드필더로 뛰고 있다.